# Ante Rukavina
Ante Rukavina (* 18. Juni 1986 in Šibenik, SFR Jugoslawien, heute Kroatien) ist ein ehemaliger kroatischer Fußballspieler.
Seine Karriere begann Rukavina bei HNK Šibenik, bei dem er in der Jugend startete und es bis in die Herrenmannschaft schaffte. 2007 wechselte er zu Hajduk Split, wo er für eine Saison blieb. Bei Hajduk absolvierte Rukavina 28 Erstligaeinsätze, in denen er zehn Tore erzielte. Im Sommer 2008 wechselte er für eine Ablösesumme von 2,8 Mio. Euro nach Griechenland zu Panathinaikos Athen. Im Sommer 2010 wechselte Rukavina für eine Ablösesumme von 700.000 € zurück nach Kroatien zum Rekordmeister Dinamo Zagreb. Er beendete 2016 seine Karriere.

## Erfolge

### Panathinaikos Athen
- Griechischer Meister: 2010
- Griechischer Pokalsieger: 2010

### Dinamo Zagreb
- Kroatischer Meister: 2011, 2012, 2013, 2014
- Kroatischer Pokalsieger: 2011, 2012